# 鈴木英
鈴木 英（すずき すぐる、1908年（明治41年） 4月1日 - 1985年（昭和60年）9月18日）は、日本の海軍軍人、海上自衛官。太平洋戦争において軍令部作戦課員などを務め、戦後は海上自衛隊に入隊。最終階級は日本海軍では海軍中佐、海自では海将。父は鈴木孝雄陸軍大将で、その次男。妻は岡田啓介首相の娘、喜美子。枢密院議長や内閣総理大臣を歴任した鈴木貫太郎海軍大将は伯父(父の長兄)。

## 略歴
千葉県出身。東京府立四中を経て海軍兵学校に入校（第55期）。席次4番、恩賜組で卒業した。同期生に藤村義一、寺内正道、のちに義兄となる岡田貞外茂がいる。鈴木は搭乗員であり専門は飛行艇であった。中尉に進級後の1930年（昭和5年）12月、第21期飛行学生を命ぜられ、首席で修了。1933年（昭和8年）3月から霞ヶ浦海軍航空隊で教官を務めた。岳父の岡田啓介が襲撃された二・二六事件の際は横須賀海軍航空隊教官であった。
その後、軍令部（三部五課）出仕。1937年（昭和12年）12月から横浜海軍航空隊分隊長、翌1938年（昭和13年）3月、横浜航空隊上海派遣隊指揮官として上海に派遣。1939年（昭和14年）12月、第四艦隊が編成され航空兼通信参謀。1940年（昭和15年）4月、海軍大学校甲種38期に入校するが、教育課程は約半年で中断となり第六航空戦隊参謀に転じている。第三艦隊参謀兼副官を経て海軍省人事局員となる。すでに日米開戦は間近で、鈴木は商船に乗り込み、南雲機動部隊による真珠湾攻撃の予定航路の気象状況、商船通行状況などを実地調査し、在ホノルル日本総領事館との秘密連絡も行った。1942年（昭和17年）12月、海軍大学校甲種課程が再開され翌1943年（昭和18年）6月、卒業。第八五一航空隊飛行長、第二十八航空戦隊参謀など南方戦線で飛行艇部隊による哨戒などを担当した。1944年（昭和19年）末、航空本部出仕が発令され内地に戻り、航空本部総務部部員、軍令部作戦課員を歴任し終戦を迎える。
戦後は公職追放を経て、海上自衛隊に入隊し、自衛艦隊司令官、幹部学校長等を歴任し、1964年（昭和39年）12月に海将で退官。退官後は日本電気嘱託を務めた。

## 年譜
- 1924年（大正13年）4月：海軍兵学校入校
- 1927年（昭和02年）3月：海軍兵学校卒業（第55期）、海軍少尉候補生
- 1928年（昭和03年）10月：海軍少尉任官
- 1930年（昭和05年）12月：海軍中尉に進級、第21期飛行学生
- 1931年（昭和06年）12月：館山海軍航空隊付
- 1932年（昭和07年）12月：巡洋艦「摩耶」乗組
- 1933年（昭和08年）
  - 3月：霞ヶ浦海軍航空隊付
  - 11月：海軍大尉に進級
- 1934年（昭和09年）11月：巡洋艦「神通」分隊長
- 1935年（昭和10年）2月：横須賀航空隊教官
- 1936年（昭和11年）11月：軍令部第三部第五課（米国班）
- 1937年（昭和12年）12月1日：横浜海軍航空隊分隊長[3]
- 1938年（昭和13年）3月：横浜海軍航空隊上海派遣隊指揮官
- 1939年（昭和14年）
  - 11月1日：横浜海軍航空隊附[4]
  - 11月15日：海軍少佐に進級[5]
  - 12月10日：第四艦隊航空兼通信参謀[6]
- 1940年（昭和15年）
  - 4月24日：海軍大学校入校（甲種38期）[7]
  - 10月15日：連合艦隊司令部附、免海軍大学校甲種学生[8]
  - 11月15日：第六航空戦隊参謀[9]
- 1941年（昭和16年）
  - 4月15日：第三艦隊参謀兼副官[10]
  - 7月17日：海軍省人事局第二課局員[11]
- 1942年（昭和17年）
  - 7月14日：海軍功績調査部部員[12]
  - 12月1日：海軍大学校甲種学生[13]
- 1943年（昭和18年）
  - 6月2日：海軍大学校卒業、第八五一海軍航空隊飛行長[14]
  - 9月1日：第二八航空戦隊先任参謀[15]
  - 11月1日：海軍中佐に進級[16]
- 1944年（昭和19年）12月28日：海軍航空本部出仕[17]
- 1945年（昭和20年）
  - 2月15日：海軍航空本部総務部部員（第一課）兼軍務局局員（第一課）[18]
  - 5月27日：兼補大本営海軍参謀海軍総合部部員[19]
  - 11月28日：海軍省出仕海軍功績調査部部員[20]
  - 11月30日：予備役に編入[21]
  - 12月1日：第二復員大臣官房航本整理部部員[22]
- 1947年（昭和22年）11月28日：公職追放仮指定[23]
- 1953年（昭和28年）10月2日：保安庁警備隊入隊（1等警備正）[24]
- 1954年（昭和29年）
  - 8月12日：海将補に昇任
  - 9月20日：海上幕僚監部防衛部長
- 1956年（昭和31年）8月1日：第1警戒隊群司令
- 1957年（昭和32年）5月10日：初代練習隊群司令
- 1958年（昭和33年）1月16日：海上自衛隊術科学校長（4月1日、海上自衛隊第1術科学校に改称）
- 1961年（昭和36年）
  - 7月1日：海将に昇任
  - 8月15日：第7代 自衛艦隊司令官
- 1962年（昭和37年）7月16日：第6代 海上自衛隊幹部学校長
- 1964年（昭和39年）12月31日：退官
- 1978年（昭和53年）4月29日：勲三等旭日中綬章受章[25]
- 1985年（昭和60年）9月18日：慢性呼吸不全のため東京都内で逝去（享年77）。叙・従四位[26]